# Flagge der Region Murcia

Flagge der Region Murcia
Seitenverhältnis 2:3

Die Flagge der Region Murcia ist einfarbig karmesinrot und zeigt vier goldene Burgen an der Liekseite zum oberen Rand und an der Flugseite zum unteren Rand sieben goldene Kronen. Die Burgen sind zwei mal zwei übereinander und die Kronen in vier Reihen zu eine, drei, zwei und eine übereinander geordnet. Die Flagge kann als vergrößertes ungekröntes Wappen der Region Murcia verstanden werden.

## Geschichte
Die vier Burgen verweisen auf Kastilien, denn Murcia war ein Kastilisches Königreich. Die vier Burgen stehen für die vier Landschaften Murcias. Die sieben Kronen erinnern an die sieben Kastilischen Königreiche.